# Aeroportul Pine Island
Aeroportul Pine Island (IATA: DUF, FAA LID: 7NC2) este un aeroport din Carolina de Nord, Statele Unite ale Americii ce deservește zona Corolla⁠(d).
Situat la o altitudine de 5 m, aeroportul dispune de 1 pistă.

## Infrastructură

### Piste
Aeroportul dispune de o singură pistă. Pista 17/35 are suprafața de asfalt și dimensiunile 3.450 picioare × 55 picioare. 